# Amphoe Nong Don
Amphoe Nong Don (Thai: อำเภอ หนองโดน) ist ein Landkreis (Amphoe – Verwaltungs-Distrikt) im nordwestlichen Teil der Provinz Saraburi. Die Provinz Saraburi liegt in der Zentralregion von Thailand.

## Geographie
Benachbarte Distrikte (von Norden im Uhrzeigersinn): Amphoe Mueang Lop Buri der Provinz Lop Buri sowie Amphoe Phra Phutthabat, Amphoe Ban Mo und Amphoe Don Phut der Provinz Saraburi.

## Geschichte
Etwa zehn Kilometer von Bang Khamot im heutigen Amphoe Ban Mo liegt ein großer Teich mit einem großen Kradon-Baum (Careya sphaerica Roxb.; ต้นกระโดน). Einwanderer aus Dong Noi, Kokko und Mueang Lop Buri gründeten dort ein Dorf, welches sie Ban Nong Kradon (kurz: Ban Nong Don) nannten.
Als das Dorf immer größer wurde, trennte die Regierung am 15. Juli 1968 die drei Tambon Nong Don, Ban Klap und Don Thong vom Amphoe Ban Mo ab, um einen neuen „Zweigkreis“ (King Amphoe) einzurichten.
Am 21. August 1975 bekam Nong Don den vollen Amphoe-Status.

## Verwaltung

### Provinzverwaltung
Der Landkreis Nong Don ist in vier Tambon („Unterbezirke“ oder „Gemeinden“) eingeteilt, die sich weiter in 34 Muban („Dörfer“) unterteilen.
| Nr. | Name      | Thai    | Muban | Einw. |
| --- | --------- | ------- | ----- | ----- |
| 01. | Nong Don  | หนองโดน | 11    | 5.593 |
| 02. | Ban Klap  | บ้านกลับ  | 10    | 4.270 |
| 03. | Don Thong | ดอนทอง  | 08    | 2.751 |
| 04. | Ban Prong | บ้านโปร่ง | 05    | 1.624 |

### Lokalverwaltung
Es gibt eine Kommune mit „Kleinstadt“-Status (Thesaban Tambon) im Landkreis:
- Nong Don (Thai: เทศบาลตำบลหนองโดน) bestehend aus Teilen des Tambon Nong Don.

Außerdem gibt es drei „Tambon-Verwaltungsorganisationen“ (องค์การบริหารส่วนตำบล – Tambon Administrative Organizations, TAO)
- Nong Don (Thai: องค์การบริหารส่วนตำบลหนองโดน) bestehend aus Teilen des Tambon Nong Don.
- Ban Klap (Thai: องค์การบริหารส่วนตำบลบ้านกลับ) bestehend aus den kompletten Tambon Ban Klap, Ban Prong.
- Don Thong (Thai: องค์การบริหารส่วนตำบลดอนทอง) bestehend aus dem kompletten Tambon Don Thong.